# Paul de Sémant
Paul de Sémant, eigentlich Paul Cousturier (* 18. November 1855 im Département Indre-et-Loire, Frankreich; † 1915) war ein französischer Autor und Illustrator von Abenteuerromanen und Kinderbüchern.

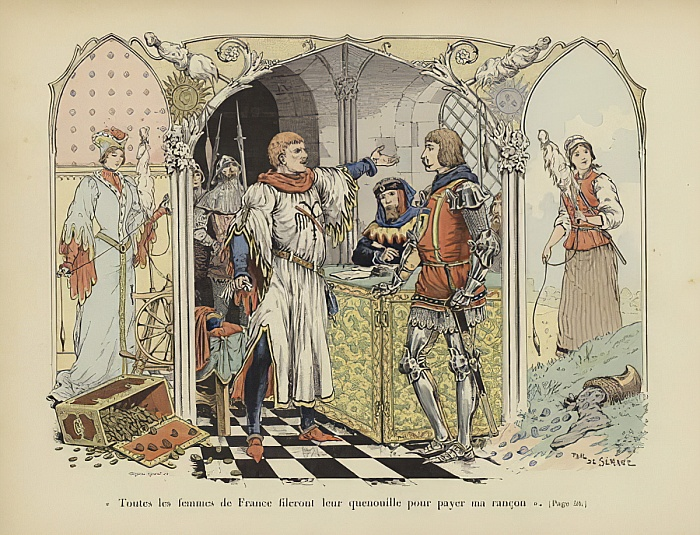
All the women of France will spin their distaffs to pay my ransom

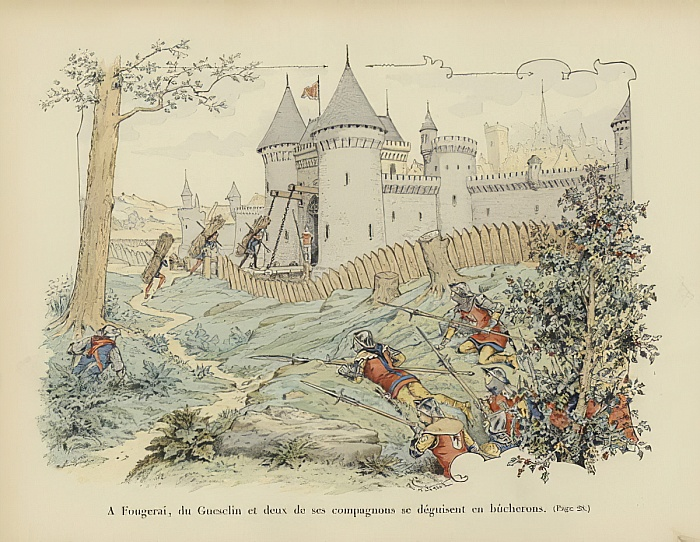
Bertrand du Guesclin and two of his companions disguise themselves as woodcutters to capture the Castle of Grand-Fougeray 1354

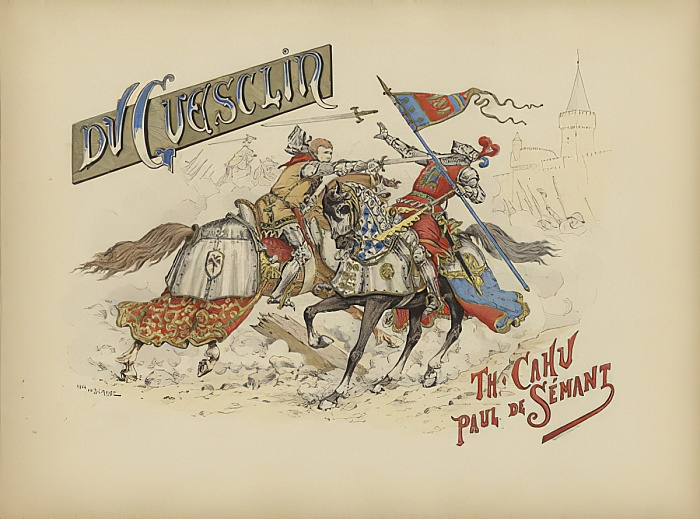
Bertrand du Guesclin French military commander

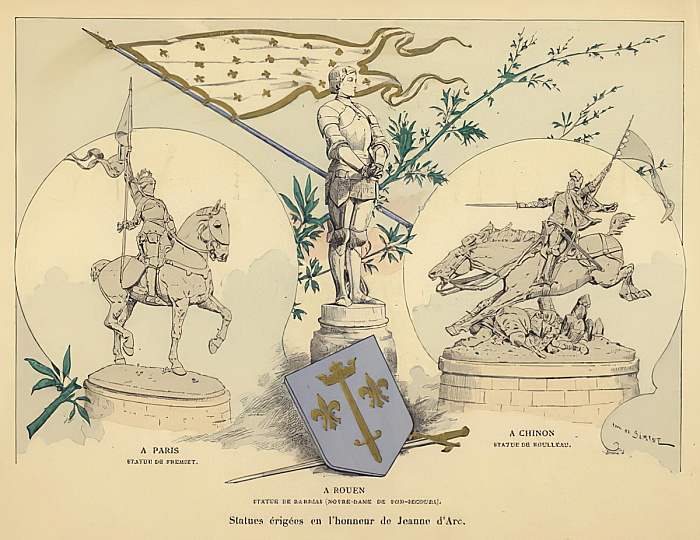
Joan of Arc

## Leben
Über den Werdegang Paul de Sémants ist erstaunlich wenig bekannt. Er wurde am 18. November 1855 im Département Indre-et-Loire in Frankreich geboren. De Sémant war Herausgeber der Zeitschrift La Bombe, die ganz zur Bestürzung der damaligen Regierung General Georges Ernest Jean Marie Boulanger unterstützte, von dem man in Regierungskreisen fürchtete, er plane einen Putsch. La Bombe publizierte einige von de Sémants Arbeiten. 1890 trat de Sémant in seinem Wahlkreis sogar als Kandidat der Boulangisten gegen den radikalen Ernest Rousselle an, unterlag wegen Korruptionsvorwürfen aber im zweiten Wahlgang. Abseits seines politischen Engagements illustrierte de Sémant bevorzugt historische Ereignisse, wobei sein Fokus auf Helden der französischen Geschichte lag. Darüber hinaus verfasste de Sémant mehrere großteils in Afrika spielende Abenteuerromane um seine Helden Gaëtan Faradel und Dache. Paul de Sémant verstarb 1915 im Alter von 59 Jahren.

## Werk
Paul de Sémant war sowohl Illustrator und Karikaturist als auch Schriftsteller.

### Karikaturen fürLa Bombe
Das Jahr 1889 markierte das hundertjährige Jubiläum der Französischen Revolution, was man bei La Bombe zum Anlass nahm, Karikaturen zu publizieren, die einen Bezug zwischen der aktuellen politischen Lage und der zur Zeit der Revolution herstellten. Am 7. April 1889 erschien erstmals ein General Boulanger unterstützender Cartoon in La Bombe: Trop dure, trop haute. Am 2. Juni folgte L'Arme au pied, eine Karikatur, die eine enge Beziehung zwischen Italiens Ministerpräsidenten Francesco Crispi und dem deutschen Kaiser Wilhelm I. nahelegte. Den Höhepunkt ihrer Kampagne erreichte La Bombe am Jahrestag des Sturms auf die Bastille, dem 14. Juli 1889. La Prise de la Bastille zeigt General Boulanger als heroischen Anführer des Sturms auf die Bastille mit der erhobenen Trikolore in der rechten Hand und die linke Hand mit Fingerzeig auf die Mauern der Bastille. Am 28. Juli druckte das Magazin einen offenen Brief de Sémants, in dem sich der Künstler über illegale Schikanen gegen die Verkäufer von La Bombe und die Beschlagnahmung von Ausgaben der Zeitschrift durch die Polizei beschwerte. Im Folgenden wurden zwei weitere Ausgaben des Magazins im September 1889 von der Polizei beschlagnahmt – eine wegen des Cartoons Vive Boulanger und eine wegen A bas Ferry, vive Boulanger, der die Minister Ernest Constans und Yves Guyot verunglimpfte.

### Weitere Illustrationen und Cartoons
Abseits von La Bombe und seinem politischen Engagement illustrierte Paul de Sémant vor allem historische Szenen. Zu seinen bevorzugten Persönlichkeiten, deren Taten er in Form von Farblithografien auf Papier bannte, zählten der bretonische Heerführer und Connétable von Frankreich Bertrand du Guesclin, die französische Nationalheldin Jeanne d’Arc und der französische Feldherr Pierre du Terrail, Chevalier de Bayard.
Die Bilder de Sémants zeichnet ein eher dezenter Einsatz von Farbe aus. Die Bilder werden hauptsächlich durch Konturen und Schattierungen bestimmt. Farbige Partien dienen mehr als Akzente und Highlights.

### Bücher

#### Gaëtan Faradel-Romane
Held mehrerer in Afrika spielender Abenteuerromane de Sémants, der seine Bücher selbst illustrierte, ist Gaëtan Faradel. Die Romane um Faradel zeichnen Afrika einerseits ganz materialistisch als einen Kontinent, auf dem durch den Kolonialismus Reichtum gewonnen werden kann, und andererseits eher romantisch verklärt als Hort verborgener Schätze. Bei Letzterem orientiert sich de Sémants an Werken wie Alexandre Dumas’ Der Graf von Monte Christo und Robert Louis Stevensons Die Schatzinsel. Der erste Faradel-Roman beschäftigt sich etwa mit einem von der damaligen Presse befürworteten Eisenbahnprojekt, dem Trans-continental Nord-Sud-Africain. In anderen Erzählungen erzielen Faradel und sein Freund eine große Ausbeute Elfenbeins durch die Vernichtung einer Elefantenherde oder finden eine Goldmine.

#### Dache-Erzählungen
Die Geschichten um de Sémants anderen Buchprotagonisten Dache sind an ein jüngeres Publikum gerichtet, spielen aber ebenfalls überwiegend in Afrika. Die Erzählungen variieren von humorvoll bis hin zu eine lehrreiche Moral vermittelnd. Der Waise Dache, der von einem Regiment Zuaven großgezogen wurde, kämpft für Frankreich gegen Russen, Österreicher und Preußen. Die meisten der Bücher konzentrieren sich aber auf den Kolonialismus in Afrika, wobei die Einheimischen wie auch die anderen in den Geschichten verarbeiteten Völker stereotype Karikaturen ihrer Zeit sind.
| Personendaten    | Personendaten                          |
| ---------------- | -------------------------------------- |
| NAME             | Sémant, Paul de                        |
| ALTERNATIVNAMEN  | Cousturier, Paul (wirklicher Name)     |
| KURZBESCHREIBUNG | französischer Autor und Illustrator    |
| GEBURTSDATUM     | 18. November 1855                      |
| GEBURTSORT       | Département Indre-et-Loire, Frankreich |
| STERBEDATUM      | 1915                                   |